# Valentine Ozornwafor
Valentine James Ozornwafor (Nsukka, 1 juni 1999) is een Nigeriaans voetballer die in het seizoen 2022/23 door Sporting Charleroi wordt uitgeleend aan FC Sochaux.
In 2025 tekende hij een tweejarig contract bij het Bulgaarse Septemvri Sofia.

## Interlandcarrière
Ozornwafor maakte op 4 juni 2021 zijn interlanddebuut voor Nigeria: in de vriendschappelijke interland tegen Kameroen (0-1-verlies) mocht hij van bondscoach Gernot Rohr in de slotfase invallen voor William Troost-Ekong.